# 鹿児島市立伊敷台小学校
鹿児島市立伊敷台小学校（かごしましりついしきだいしょうがっこう）は、鹿児島県鹿児島市伊敷台四丁目にある市立小学校。

## 概要
鹿児島市の中北部にある小学校であり、伊敷台の北部に所在している。2010年12月1日現在で全校児童数は710名であり、1学年あたり4学級あり、特別支援学級が1学級設置されている。

## 沿革
- 1993年（平成5年） - 鹿児島市立坂元小学校、鹿児島市立玉江小学校、鹿児島市立伊敷小学校から分離し開校

## 通学区域
- 下伊敷町の一部（伊敷ニュータウンひがし台第1工区）
- 下伊敷三丁目の一部
- 下田町の一部
- 伊敷町の一部
- 伊敷台一丁目から六丁目の全域及び七丁目の一部